# Церковь Спаса на Берестове
Це́рковь Спа́са на Бе́рестове (укр. Церква Спаса на Берестові) — православный храм в Киеве, примыкающий с севера к Киево-Печерской лавре. Несмотря на то, что церковь находится вне стен лавры, она считается частью всего исторического комплекса, относящегося ко Всемирному наследию.

## История

Облик храма Спаса на Берестове в древнерусскую эпоху. Реконструкция Ю. С. Асеева и В. А. Харламова

Село Берестово являлось загородной резиденцией великих киевских князей. Первое упоминание о нём содержится в «Повести временных лет» и относится к 980 году. В 1015 году здесь скончался великий князь Владимир Святославич, креститель Руси. Здесь же жили и вели государственную деятельность его потомки князья Ярослав Владимирович Мудрый, Святослав Ярославич, Всеволод Ярославич и Владимир Мономах. Под 1051 годом упоминается церковь святых Апостолов на Берестове, где служил священник Иларион, первым из русских поставленный киевским митрополитом. В 1096 году княжеский дворец был сожжен, но восстановлен при князе Владимире Мономахе.
Именно ко времени киевского княжения Владимира Мономаха может быть отнесена постройка нового каменного Спасо-Преображенского храма, сделавшегося родовой усыпальницей Мономаховичей. Здесь были погребены его дочери Евфимия (в иночестве Евпраксия) и София, а также сын князь Юрий Владимирович Долгорукий с его сыном князем Глебом Юрьевичем. В 1947 году к 800-летию основания Москвы над предполагаемым местом погребения князя Юрия был установлен монумент, стилизованный под древнерусский саркофаг.
Спасо-Преображенский храм был разрушен в 1240 году вместе с княжеской резиденцией при взятии Киева Батыем. Восстановлен он был только в 1640—1643 годах митрополитом киевским Петром Могилой. При этом была воссоздана только западная часть храма, ставшего в два раза меньше. Церковь получила завершения в стиле украинского барокко XVII века. В 1813 году киевским архитектором Андреем Меленским с запада к храму была пристроена колокольня в стиле классицизма. В таком виде храм сохранился до наших дней.
Проведенная в 1909 году реставрация церкви под руководством Петра Покрышкина выявила, что от здания XII века почти на полную высоту уцелел нартекс с крещальней и лестничной башней, включенный в постройку XVII века. В 1914 году в ходе археологических раскопок Покрышкин открыл основания разрушенной части храма, что позволило полностью реконструировать его план.
В 2019 году во время реконструкции церкви археологи обнаружили остатки поселения IX века до нашей эры.

## Архитектура и живопись

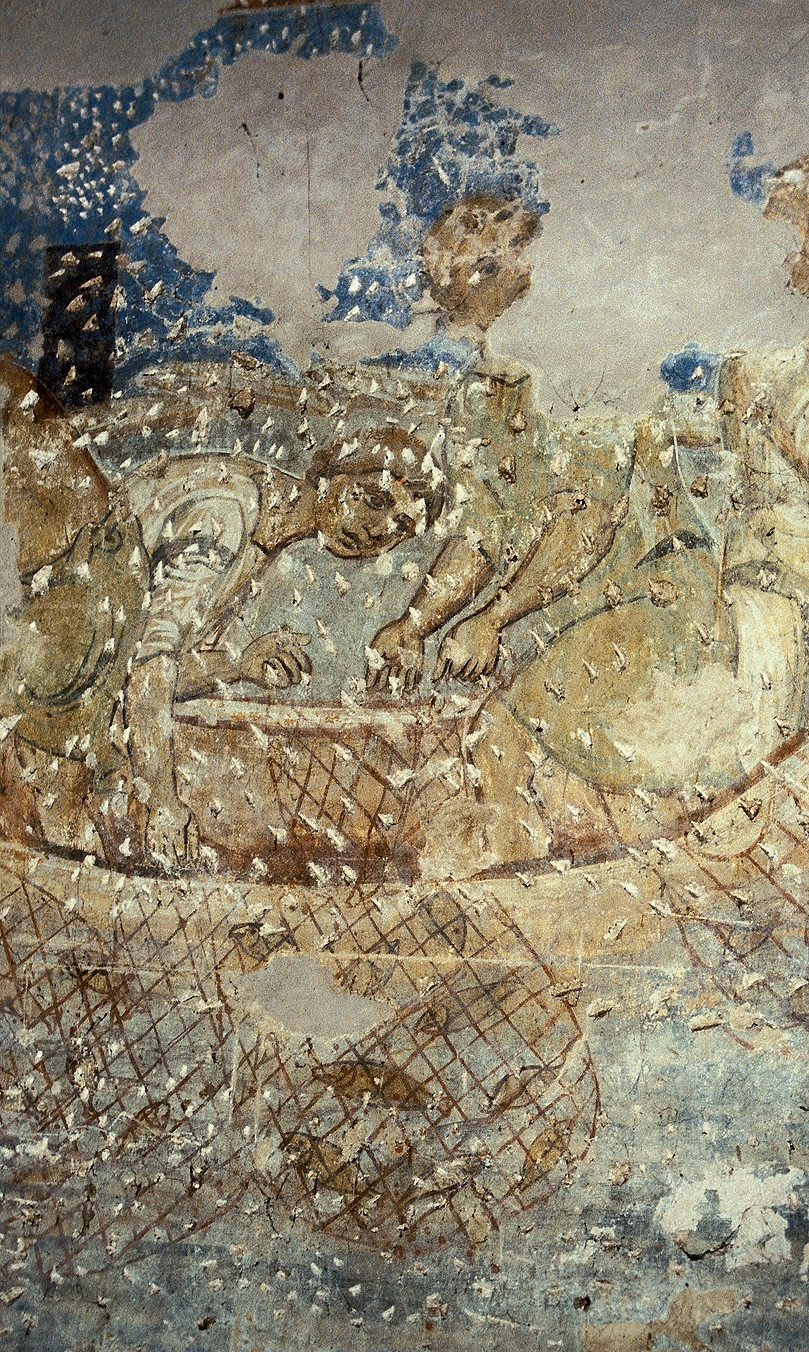
Апостолы, ловящие рыбу на Тивериадском озере. Фреска 1113—1125 годов

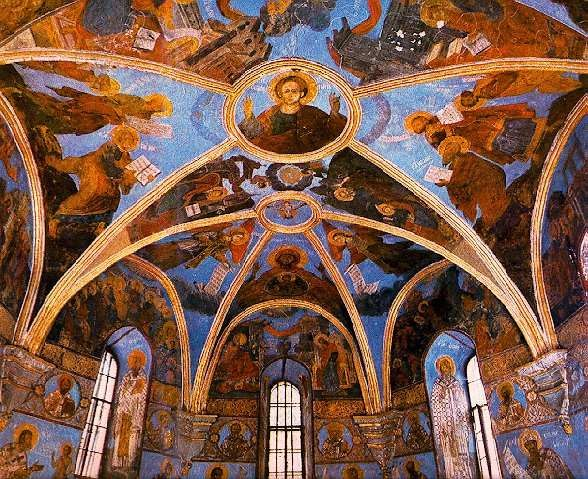
Интерьер храма с росписью XVII века

Спасо-Преображенский храм был построен в характерной для домонгольской архитектуры Киева византийской технике кладки из плинфы со скрытым рядом, создававшей декоративную поверхность стены из чередующихся рядов кирпича и розоватого раствора. Первоначально храм был трехнефным, четырёхстолпным с нартексом на западе и тремя алтарными апсидами на востоке. Скорее всего, он завершался одним куполом. Особенностью его архитектуры был сохранившийся нартекс, более широкий, чем сам храм. В северной части нартекса находилась крещальня, в южной винтовая лестница, ведущая на хоры. Другой особенностью храма были примыкавшие с трёх сторон притворы с редкой трехлопастной формой свода. Низкие объёмы притворов придавали композиции здания ступенчатость.
Сразу после постройки храм был расписан. В настоящее время в нартексе раскрыта фреска 1113—1125 годов «Явление Христа на море Тивериадском». Её живопись отличается лаконичными приемами, упрощением моделировки форм, преобладанием контурного рисунка и локальных цветовых пятен. Это указывает на распространение аскетического направления в искусстве шире за пределы монашеской среды.
После восстановления храма в 1643 году он был вновь расписан греческими художниками с Афона, приглашенными митрополитом Петром Могилой. Среди этих фресок присутствует изображение самого митрополита Петра.

## Галерея

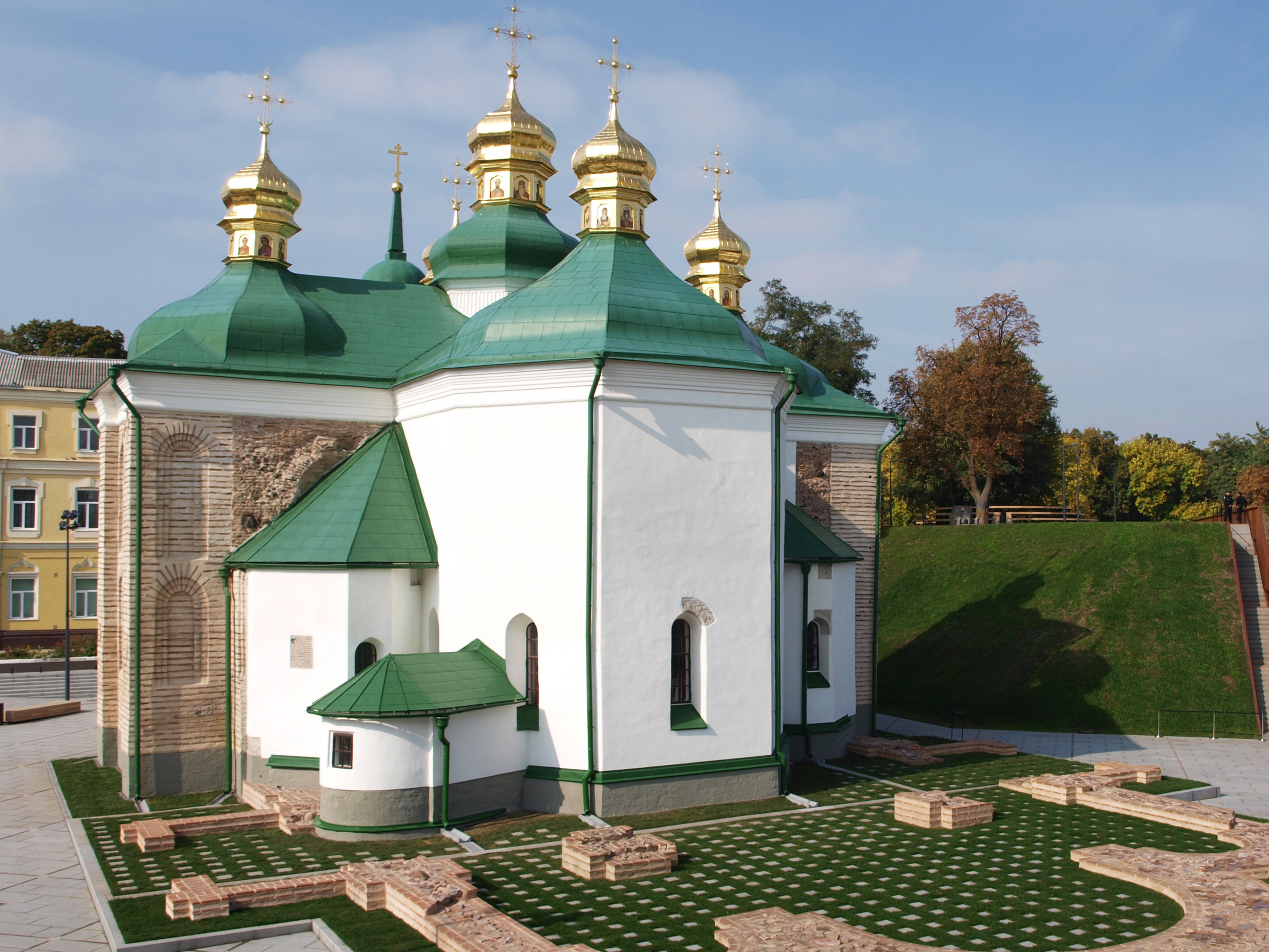
Общий вид
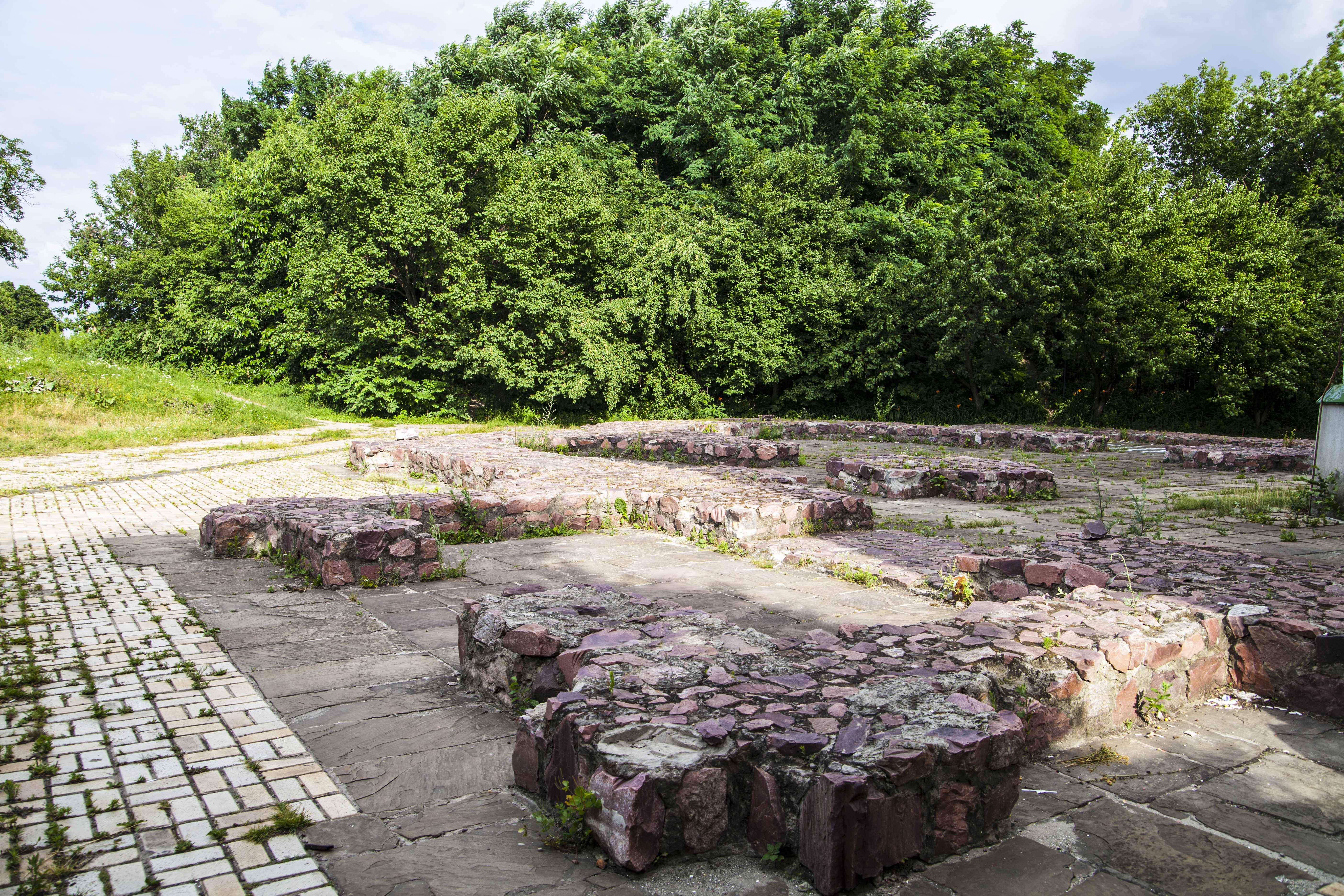
Фундамент утраченной части храма
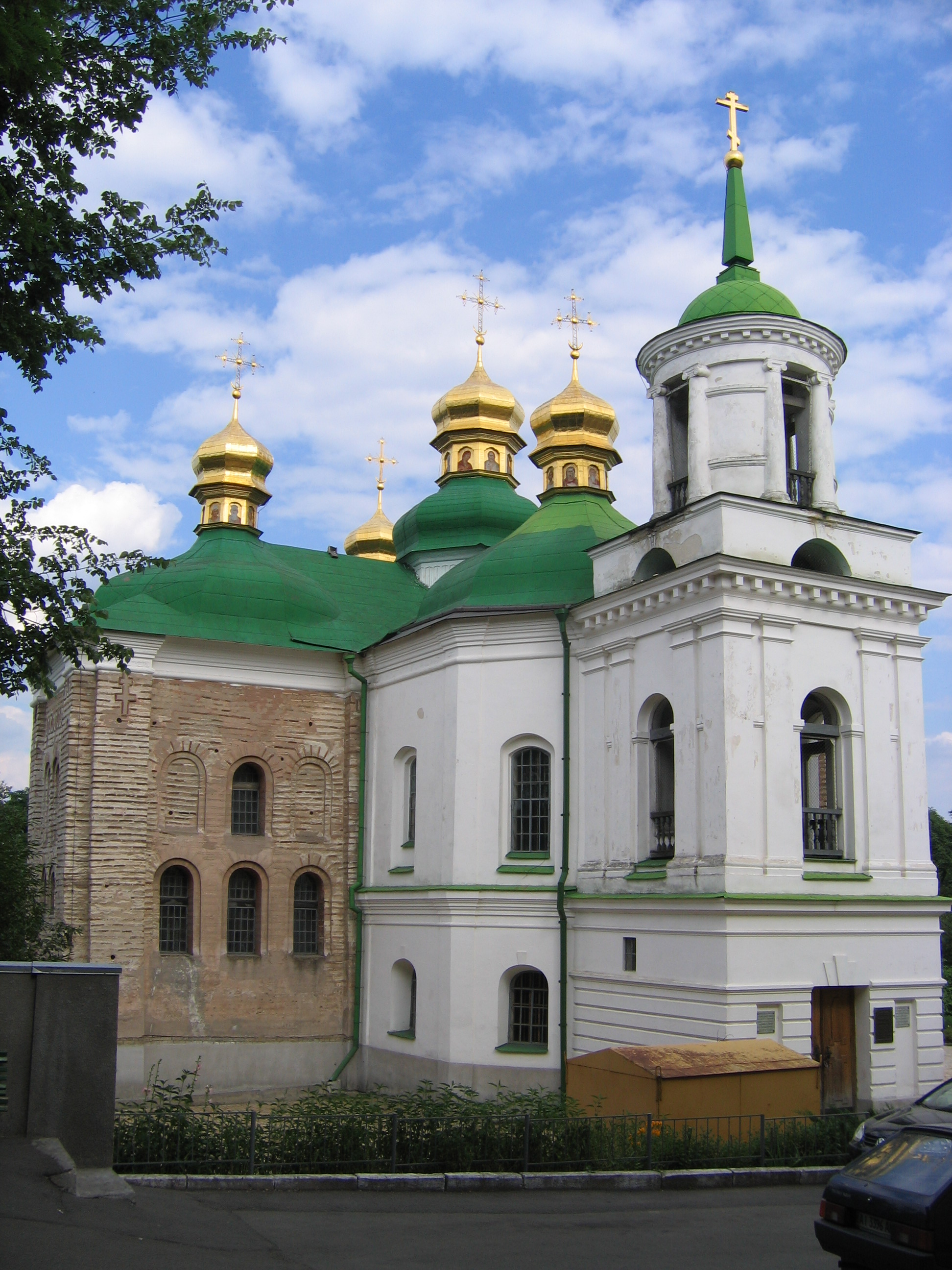
Звонница 1813 года
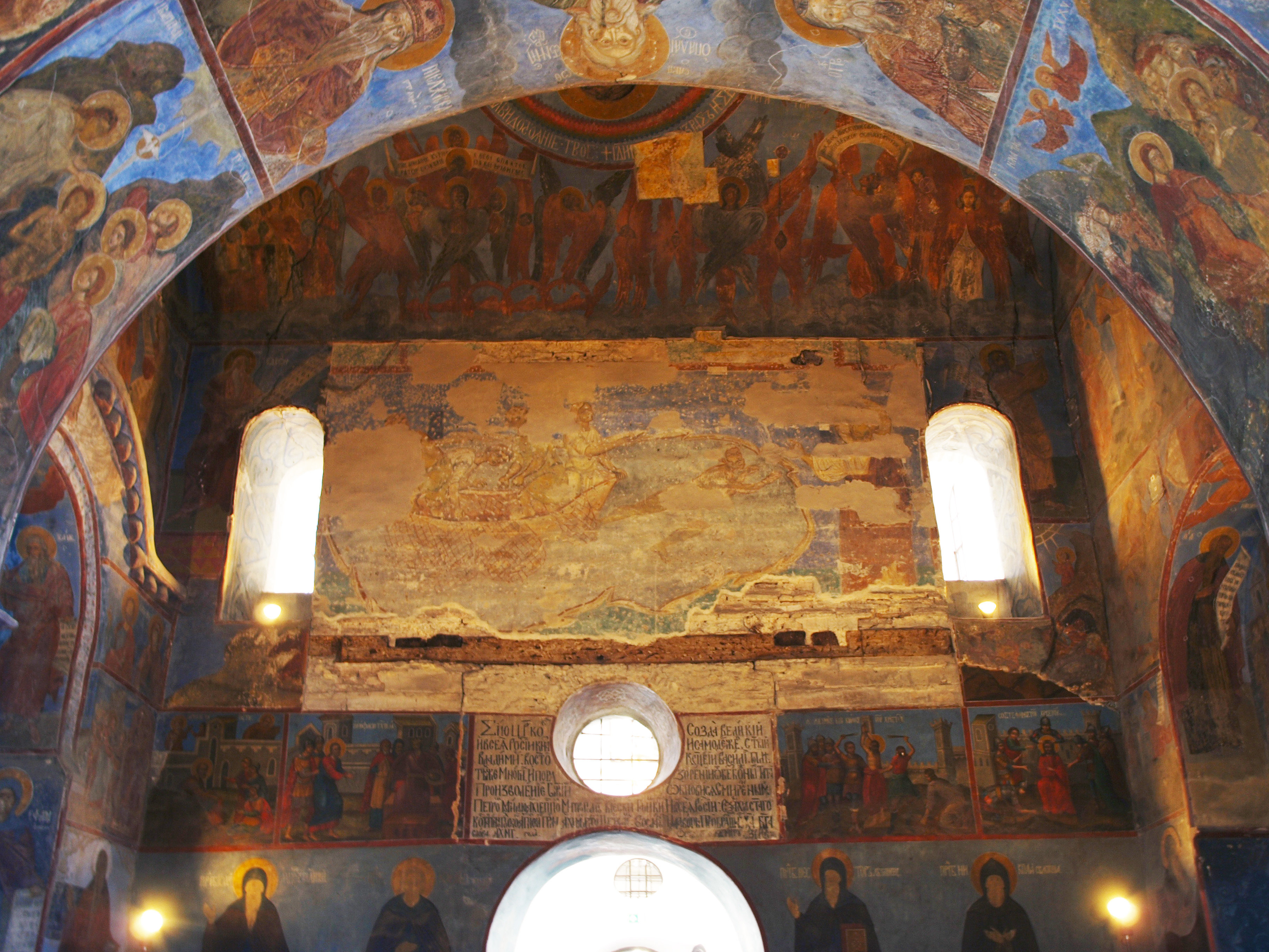
Фреска XI—XII ст. «Чудесный лов рыби» на западной стене притвора